# Cerca-Carvajal
Cerca-Cavajal (Haïtiaans-Creools: Sèka Kavajal) is een stad en gemeente in Haïti met 23.000 inwoners. De gemeente maakt deel uit van het arrondissement Hinche in het departement Centre.

## Sociaal-economisch
Drinkwater, telefoon, riolering en gezondheidszorg zijn niet aanwezig. Elektriciteit is er slechts in het dorp Cerca-Cavajal, door zonnepanelen. De toegangswegen zijn in slechte conditie. Bij Cerca-Cavajal zijn verschillende sloppenwijken ontstaan, de bekendste daarvaan heet Colomin.

## Onderwijs
Het onderwijssysteem bestaat uit:
- 1 kleuterschool
- 67 basisscholen (2 publiek en 65 privaat)
- 4 middelbare scholen (1 publiek en 3 privaat)
- 0 scholen voor hoger onderwijs

## Landbouw
Er zijn 4 rivieren en 3 waterbronnen. In het gebied groeien mahonienoten, mango's en avocado's, maar deze worden maar in beperkte mate vercommercialiseerd.

## Indeling
De gemeente bestaat uit slechts één section communale:
| Nr. | Naam | Km²    | Inw.2015 |
| --- | ---- | ------ | -------- |
| 1   | Rang | 156,59 | 23.254   |